# 金格·萊恩哈特
金格·萊恩哈特（法語：Django Reinhardt，1910年1月23日—1953年5月16日）生于比利时的罗姆尼人爵士吉他手和作曲家，是欧洲爵士乐首个天才人物，至今仍在欧洲爵士乐坛享有崇高地位。他与斯特凡·格拉佩利一同在巴黎组建了欧洲最早的爵士乐队。他最为知名的作品包括吉普赛爵士，1956年，时年43岁的萊恩哈特去世。